# 哲學、政治學及經濟學
哲學、政治學及經濟學（英語：Philosophy, Politics and Economics，縮寫：PPE）是一个受欢迎的跨学科本科和研究学位，课程内容由三个学科组成。该专业被誉为“人文学科塔尖的皇冠”，最顶级的人文学科专业之一。
第一个提供PPE学位的高等院校是牛津大学。1980年代，约克大学根据牛津的模式创立了自己的PPE学位；随后，华威大学、曼彻斯特大学以及其他英国大学也争相仿效。英國廣播公司称这个学位“支配着英国的大众生活”（"dominate[s] public life"） 目前，世界上许多知名的大学也提供此课程。

## 历史
PPE学位1920年代创立于牛津大学，角色是作为一个西洋古典学的现代替代方案（因为当时人们认为哲学以及古代史课程已经不再适合那些将进入公共服務的学生）。它最初被称为现代经学（英語：Modern Greats）。克里斯托弗·史特里指出本课程的出现是导致古典主义学习衰落的其中一个原因，因为古典主义者的政治生涯开始被现代经学的学习者取代。
Dario Castiglione and Iain Hampsher-Monk更形容课程是英国政治思想发展的基础，因为它建立了政治与哲学之间的联系。在这之前，在牛津以及剑桥里，政治学往往只被当作现代史的分支般教授。

## 课程内容
课程设计扎根于一个观点，就是必须透过几个互补的学术方向和分析框架去认识社会现象。在这方面，哲学的研习十分重要，因为它赋予了学生各种元数据，例如理智与逻辑，并能促进道德上的反思。同时，政治学的学习也是必要的，因为它使学生认识管治社会的惯例和帮助解决共同行动的各种问题。最后，学习经济学在现代世界也是至关重要的，因为政治决策关乎经济事务，而政府的决策也往往受各种经济活动的影响。大部分牛津PPE学生会在二年级或三年级时退修其中一个科目。牛津大学目前共有超过600名本科生就读此课程，每年取录超过200人。

## 学术界的意见
牛津PPE毕业生Nick Cohen以及前课程导师Iain McLean认为课程的宽度对它的吸引力来说相当重要，特别是因为英国社会重视通才多于专才（“Because British society values generalists over specialists”）。
一名牛津大学的政治学研究员和高级讲师Geoffrey Evans评论牛津的PPE课程，说它的成功以及高需求是一个国家行政背后的自我延续特色，并指出“总括来说，这显示了阶级系统如何运作。”（“All in all, it's how the class system works”）。在当前的经济系统中，他慨叹那些不能避免的不公平不断围攻和批评课程的收生水平以及毕业生令人羡慕的就业前景。这个观点作为一个父爱主义道德的反映，显示了政府以及人民们如何去理解社会阶层。

## 著名毕业生

### 政治界
- 美国总统比尔·克林顿
- 英国首相戴维·卡梅伦
- 英国首相哈羅德·威爾遜
- 英国首相爱德华·希思
- 英国首相瑞斯·薩納克
- 英国首相伊丽莎白·特拉斯
- 英国外交、聯邦及發展事務大臣杰里米·亨特
- 英国工党领袖艾德·米利班德
- 澳大利亚总理托尼·阿博特[7]
- 澳大利亚总理马尔科姆·弗雷泽
- 约旦公主哈雅·宾特·侯赛因
- 希腊财政部长歐幾里得·察卡洛托斯
- 秘鲁总统佩德罗·巴勃罗·库琴斯基
- 巴基斯坦总理贝娜齐尔·布托
- 巴基斯坦总理伊姆蘭·汗
- 缅甸国务资政昂山素季
- 泰国首相阿披实·威差奇瓦
- 诺贝尔和平奖得主马拉拉·优素福扎伊
- 香港財經事務及庫務局局長許正宇

### 学术界
- 分析哲学家彼得·弗雷德里克·斯特劳森
- 英国哲学家菲利帕·福特
- 哲学家以赛亚·伯林
- 加拿大哲学家查尔斯·泰勒
- 英国宗教哲学家理察·斯溫伯恩

### 文化界
- 印度小说家维克拉姆·塞斯

## 提供PPE课程的大学列表

### 英国及爱尔兰
- 伦敦大学金匠学院[8]
- 杜伦大学[9]
- 基爾大學
- 金士顿大学[10]
- 兰卡斯特大学[11]
- 斯旺西大学[12]
- 贝尔法斯特女王大学[13]
- 伦敦大学学院[14]
- 英国公开大学 [15]
- 都柏林圣三一大学（哲学、政治学、经济学与社会学）[16]
- 东英吉利亚大学[17]
- 艾塞克斯大学[18]
- 埃克塞特大学[19]
- 赫尔大学[20]
- 利兹大学[21]
- 曼彻斯特大学[22]
- 牛津大学[23]
- 雷丁大学
- 斯特灵大学[24]
- 萨塞克斯大学[25]
- 华威大学[26]
- 约克大学[27]
- 爱尔兰国立大学Maynooth[28]
- 皇家哈洛威学院[29]
- 伦敦政經學院
- 愛丁堡大學 [30]

### 美国及加拿大
- 南加州大学[31]
- 卡罗尔大学[32]
- 卡内基梅隆大学[33]（"Ethics, History, and Public Policy"）
- 克里曼麦坚尼学院[34]
- 丹尼逊大学[35]
- 杜克大学[36]（证书课程）
- 东俄勒冈大学[37][38]
- 朱尼亚塔学院[39]
- 纽约国王学院[40]
- 梅西大学[41]
- 明尼苏达州立大学[42]
- 不列颠哥伦比亚大学奥卡纳干分校[43]
- 亚拉巴马大学伯明翰大学[44]
- 艾克朗大学[45]
- 亚利桑那大学[46]（"PPEL" - with law）
- 艾奥瓦大学[47]（"Ethics & Public Policy"）
- 密歇根大学[48]
- 北卡罗来纳大学教堂山分校（副修）[49]
- 圣母大学[50]（副修）
- 宾夕法尼亚大学[51]
- 匹兹堡大学[52]
- 里士满大学[53]（"PPEL" - with law）
- 华盛顿大学(塔科马校區)[54]
- 西安大略大学[55]
- 卫斯理大学[56]
- 西华盛顿大学[57]
- Wheeling Jesuit University[58]（政治与经济哲学）
- Wilfrid Laurier University[59]
- 耶鲁大学（道德、政治和经济，EP&E）[60]

### 其他英联邦国家

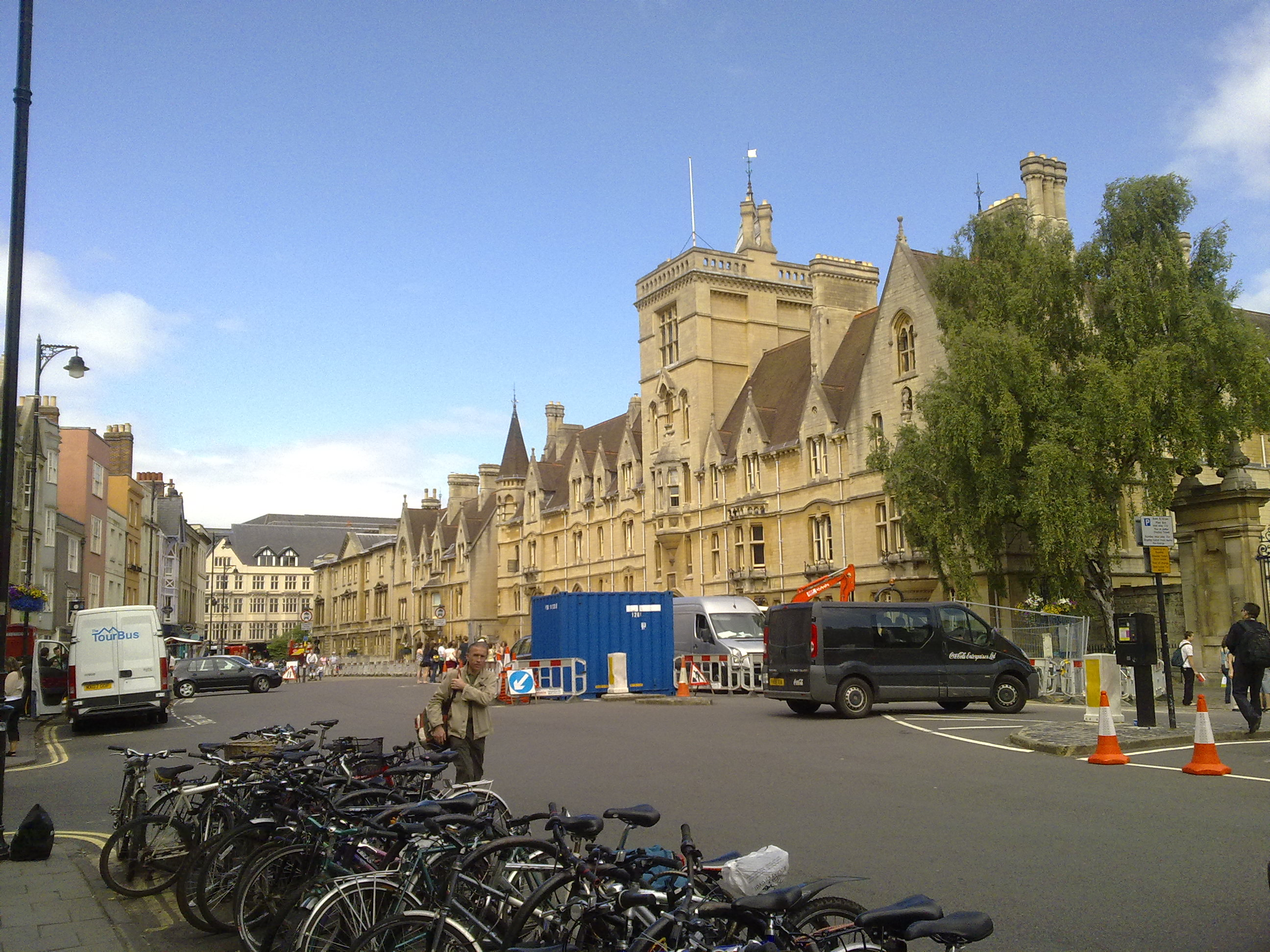
牛津大学是第一个提供此课程的大学，图为牛津大学贝利奥尔学院。

- 和睦大学[61](The first and only university in India to provide a degree in "Philosophy, politics and economics" abbreviated as "PPE")
- 澳大利亚国立大学[62]
- 拉籌伯大学[63]（The first official PPE program in Australia, designed for high-achieving school leavers, commenced in 2011）
- 斯泰伦博斯大学[64]
- 开普敦大学[65]
- 夸祖鲁-纳塔尔大学[66]
- 南非大学
- 奥塔哥大学

### 欧洲大陆
- 法国 巴黎政治学院
- 法国 巴黎美国大学
- 比利时 鲁汶天主教大学 (法语)
- 捷克 查理大学
- 西班牙 马德里卡洛斯三世大学
- 挪威 特罗姆瑟大学[67]
- 瑞典 隆德大学[68]
- 瑞典 斯德哥尔摩大学
- 德国 維藤/海德克大學（学士、硕士）
- 德国 慕尼黑大学[69]
- 德国 慕尼黑大学
- 德国 拜罗伊特大学（哲学与经济学，"P&E"硕士）[70]
- 德国 汉堡大学 ("政治学、经济学与哲学"硕士，"PEP")[71]
- 德国 萨尔兰大学
- 德国 杜塞尔多夫大学
- 奥地利 维也纳大学（哲学与经济学，"P&E"硕士）
- 奥地利 格拉茨大学 (政治、经济与法律哲学，"PELP"硕士)[72]
- 奥地利 萨尔茨堡大学
- 奥地利 中欧大学
- 瑞士 卢塞恩大学
- 瑞士 伯尔尼大学 (MA "Political, Legal and Economic Philosophy", "PLEP")[73]
- 瑞士 苏黎世大学 (MA "Economic and Political Philosophy")[74]
- 荷兰 阿姆斯特丹大学（Politics, Psychology, Law, Economics，學士與碩士）[75]
- 荷兰 阿姆斯特丹自由大学
- 荷蘭 格罗宁根大学 (MA)
- 荷兰 萊頓大學
- 荷兰 鹿特丹伊拉斯姆斯大学（哲学与经济学，"P&E"硕士）
- 意大利 罗马路易斯大学
- 意大利 博尔扎诺自由大学
- 義大利 米蘭大學(BA International Politics, Law, and Economics; MA Politics, Philosophy, and Public Affairs)
- 土耳其 伊斯坦堡比利吉大学
- 冰島 毕夫柔斯特大学
- 俄罗斯 國立高等經濟學院

### 中東及亞洲
- 中國 北京大學[76]
- 中國 清華大学
- 中國 中國人民大學[77]
- 中國 北京師範大學
- 中國 复旦大學[78]
- 中國 山東大學
- 中國 武漢大學
- 中國 南開大學
- 中國 内蒙古大學
- 中國 中山大學[79]
- 中國 國際關系學院[79]
- 中國 中南財經政法大學
- 中國 南京審計大學
- 日本 早稻田大學[80]
- 新加坡 耶魯-新加坡國大學院[81]
- 新加坡 新加坡國立大學
- 香港 香港恆生大學
- 韓國 漢陽大學 under the designation "PPEL" - with law)
- 韓國 高麗大學
- 韓國 延世大學
- 韓國 慶北大學
- 韓國 首爾大學
- 韓國 西江大學[82]
- 泰國 蘭實大學
- 泰國 泰國國立法政大學
- 以色列 耶路撒冷希伯來大學
- 印度 彼拉尼博拉理工學院
- 印度 阿育王大學